# Поломка (городской округ Семёновский)
Поло́мка —  деревня в городском округе Семёновский Нижегородской области России. Входит в состав Шалдежского сельсовета.

## География
Деревня расположена в 4.5 км от административного центра сельсовета — деревни Шалдеж и 78 км от областного центра — Нижнего Новгорода.
Часовой пояс
Поломка, как и вся Нижегородская область, находится в часовой зоне МСК (московское время). Смещение применяемого времени относительно UTC составляет +3:00.

## Население
| 2002 | 2010 |
| ---- | ---- |
| 0    | ↗3   |